# 深圳市大数据研究院
深圳市大数据研究院（英語：Shenzhen Research Institute of Big Data，简称SRIBD），成立于2016年3月，是一所位于中华人民共和国广东省深圳市的研究机构，为深圳市十大基础研究机构之一，由香港中文大學（深圳）托管，其前身为香港中文大学（深圳）副校长罗智泉教授领衔的“大数据信息处理及应用创新团队”，研究方向主要为“大数据基础理论与核心算法、大数据通用软件与技术、大数据驱动的智能应用技术”。

## 部门组成

### 研究所
- 大数据基础理论与算法研究所

- 大数据通用软件与技术研究所
  - 通用求解器实验室

- 大数据智能应用技术研究所
  - 医疗大数据实验室
  - 信息系统大数据实验室
  - 政务与法治大数据实验室
  - 智慧城市、交通、物流大数据实验室
  - 语音语义大数据实验室

### 联合实验室
- 未来网络优化创新实验室
- 智慧临床联合实验室
- 智慧听诊联合创新实验室
- 深圳市大数据研究院-江西移动联合创新实验室
- 刘徽实验室
- 科学计算与机器学习联合实验室（SCML）

## 关联机构
- 香港中文大學（深圳）
- 国家超级计算深圳中心